# The Corner
Denna artikel handlar om albumet The Corner. För att läsa om TV-serien, se  The Corner.

The Corner är det tredje studioalbumet av Christian Walz, släppt den 26 november 2008. Skivan är inspelad i Christians egen inspelningsstudio utanför Stockholm, i Göteborg samt i centrala Stockholm. En singel har hittills släppts från albumet, What's Your Name?. Många av låtarna är inspirerade av verkliga händelser: resor till New York, Havanna och Stockholms skärgård.[källa behövs]

## Kritiskt mottagande
Albumet fick blandad kritik, men majoriteten var negativ eller medelmåttig. Johanna Paulsson på DN kallade skivan "begåvad men själlös". Jan Andersson på GP kallade skivan "profillös och slätstruken". Positiv kritik kom bland annat från  Kristianstadsbladet, som gav albumet fem stjärnor av fem möjliga.

## Låtlista
1. Corner
2. A Beat Like Me
3. What's Your Name?
4. Fade Away
5. Why You Wanna Save Me
6. Atlantis
7. Hello
8. What a Waste
9. Money
10. Loveshift
11. Producer
12. Hold My Hand

## Om låtarna

### Why you wanna save me?
Christian och några vänner var på semester i New York. Eftersom det var första gången Christian var i USA föreslog han att de skulle åka upp i Empire State Building. Just när de stod där och tittade och fotograferade var det en man alldeles intill dem som kastade sig rakt ut i ett försök att ta livet av sig. Men i sista stund fastade han med jackan i ett staket. Några vakter försökte stoppa mannen och då svarade han: "Why you wanna save me?" Efter att ha bevittnat självmordsförsöket var både Christian och hans vänner i chock.

### Corner
Christian blev uppringd av skivbolaget som frågade om han ville åka till Kuba. Där skulle han träffa en regissör som skulle hjälpa honom att spela in en musikvideo. Trots att Christian kände sig skeptisk gick han med på det och han tog med sig sin vän Patrik. Väl i Kuba dök regissören aldrig upp. Christian och Patrik satt själva i en lägenhet i två dygn. Som tur var hade de en kubansk kille som fixade mat till dem. Han kom morgon och kväll och sade att han letade för fullt efter regissören, men att han inte kunde hitta honom. Till sist fick Christian och Patrik nog. De gav sig ut på Havannas gator för att leta rätt på regissören på egen hand. En dag hittade de honom i ett gathörn, därav namnet på låten: Corner.

### Listplaceringar
| Lista (2008-2009) | Topplacering |
| ----------------- | ------------ |
| Sverige           | 31           |

### Fotnoter
1. ↑  Listplacering